# Ран, Ави
Ави Ран (ивр. אבי רן‎; род. 25 августа 1963, Хайфа — 11 июля 1987, Тверия) — израильский футболист, вратарь сборной Израиля. Двукратный чемпион Израиля (1984, 1985). Погиб.

## Биография

### Начало карьеры
Ави Ран родился 25 августа 1963 года в городе Хайфа. Начало детства Ран со своей семьёй провёл в пригороде Хайфы в местечке Кирьят-Хаим, где в то время базировался футбольный клуб «Хапоэль» из Хайфы. Отец Моше Ран — вратарь «Хапоэля» — сразу записал сына в футбольную секцию клуба. После того, как семья переехала в район западный Кармель в Хайфе, Ран покинул футбольную секцию «Хапоэля», в которой занимался до 11 лет. Ближе всего к новому жительству Рана находилась футбольная секция клуба «Маккаби», в ней он и стал заниматься. Пройдя через все юношеские секции, Ран с 1979 года стал выступать за молодёжный состав «Маккаби».

### Профессиональная карьера
В основной команде «Маккаби» Ран дебютировал в возрасте 18 лет 7 ноября 1981 года в матче чемпионата Израиля против «Маккаби» Тель-Авив. На тот момент оба вратаря клуба были травмированы, поэтому председатель молодёжного департамента «Маккаби» Ноам Решеф порекомендовал выставить в ворота молодого Рана. Команда сыграла вничью 0:0. В своём втором матче за «Маккаби» Ран пропустил один мяч от «Маккаби» Яффо (2:1). Ран так и оставался основным вратарём команды, отыграв в чемпионате 20 матчей подряд и пропустив в свои ворота 19 мячей. «Маккаби» по итогам сезона занял 7-е место в чемпионате.
В 1983 году новым главным тренером «Маккаби» стал англичанин Джэк Мэнселл, работавший до этого со сборной Израиля. После прихода нового тренера Ран потерял место в основном составе.

#### Статистика выступлений
(откорректировано по состоянию на 25 декабря 2008 года)
| Клуб             | Сезон            | Чемпионат | Чемпионат | Кубок | Кубок | Кубок Лиги | Кубок Лиги | Еврокубки | Еврокубки | Итого | Итого |
| Клуб             | Сезон            | Игры      | Голы      | Игры  | Голы  | Игры       | Голы       | Игры      | Голы      | Игры  | Голы  |
| ---------------- | ---------------- | --------- | --------- | ----- | ----- | ---------- | ---------- | --------- | --------- | ----- | ----- |
| Маккаби Хайфа    | 1981/82          | 20        | -19       | ?     | ?     | ?          | ?          | -         | -         | ?     | ?     |
| Маккаби Хайфа    | 1982/83          | 11        | -16       | ?     | ?     | ?          | ?          | -         | -         | ?     | ?     |
| Маккаби Хайфа    | 1983/84          | 25        | -24       | ?     | ?     | ?          | ?          | -         | -         | ?     | ?     |
| Маккаби Хайфа    | 1984/85          | 30        | -20       | ?     | ?     | ?          | ?          | ?         | ?         | ?     | ?     |
| Маккаби Хайфа    | 1985/86          | 30        | -18       | ?     | ?     | ?          | ?          | ?         | ?         | ?     | ?     |
| Маккаби Хайфа    | 1986/87          | 30        | -28       | ?     | ?     | ?          | ?          | ?         | ?         | ?     | ?     |
| Маккаби Хайфа    | Итого            | 146       | −125      | ?     | ?     | ?          | ?          | ?         | ?         | ?     | ?     |
| Всего за карьеру | Всего за карьеру | 146       | −125      | ?     | ?     | ?          | ?          | ?         | ?         | ?     | ?     |

### Карьера в сборной
В национальной сборной Израиля Ран дебютировал 28 января 1986 года в матче против сборной Шотландии.
В мае 1987 года сборная Израиля сыграла товарищеский матч против английского «Ливерпуля», чьим тренером в том матче был нападающий Иан Раш, который должен был перейти в итальянский «Ювентус». Матч завершился поражением Израиля со счётом 0:3, но израильские газеты хорошо оценили игру Рана, дав ему 8 балов из 10. После этого матча вратарём сборной Израиля сразу заинтересовались клубы Англии.

#### Статистика выступлений
| Матчи Ави Рана за сборную Израиля | Матчи Ави Рана за сборную Израиля | Матчи Ави Рана за сборную Израиля | Матчи Ави Рана за сборную Израиля | Матчи Ави Рана за сборную Израиля | Матчи Ави Рана за сборную Израиля |
| --------------------------------- | --------------------------------- | --------------------------------- | --------------------------------- | --------------------------------- | --------------------------------- |
| №                                 | Дата                              | Оппонент                          | Счёт                              | Соревнование                      |                                   |
| 1                                 | 28 января 1986                    | Шотландия                         | 0-1                               | Товарищеский матч                 |                                   |
| 2                                 | 26 февраля 1986                   | Англия                            | 0-2                               | Товарищеский матч                 |                                   |
| 3                                 | 4 мая 1986                        | Аргентина                         | 2-7                               | Товарищеский матч                 |                                   |
| 4                                 | 8 октября 1986                    | Румыния                           | 2-4                               | Товарищеский матч                 |                                   |
| 5                                 | 19 февраля 1987                   | Северная Ирландия                 | 1-1                               | Товарищеский матч                 |                                   |
| 6                                 | 25 марта 1987                     | ФРГ                               | 0-2                               | Кубок Америки                     |                                   |
| 7                                 | 8 апреля 1986                     | Румыния                           | 2-3                               | Кубок Америки                     |                                   |
| 8                                 | 19 мая 1987                       | Швейцария                         | 0-1                               | Кубок Америки                     |                                   |
| 9                                 | 1 июня 1987                       | Бразилия                          | 0-4                               | Кубок Америки                     |                                   |

Итого: 9 матчей, пропущено 25 голов; 0 побед, 1 ничья, 8 поражений

### Достижения

#### Клубные
- Чемпион Израиля: 1983/84, 1984/85

#### Личные
- Лучший футболист Израиля: 1985

### Смерть
В субботу 11 июля 1987 года Ран вместе со своими друзьями отправился в Тверию на пляж «Гай» озера Кинерет. После того, как Ран отплыл от берега на водном мотоцикле несколько десятков метров, в него врезалась спортивная моторная лодка. Тело Рана смогли доставить к гостинице Волана Галилея, к нему же уже через несколько минут прибыла скорая помощь, медицинская подстанция была близко к пляжу, медик скорой сообщил, что Ран получил слишком серьёзные травмы. Гибель Ави потрясла всю Хайфу и Израиль, десятки тысяч людей пришли на панихиду, которая состоялась на стадионе «Кирьят Элиэзер». На похоронах присутствовало 15 тысяч человек.

### Увековечивание в памяти
В 1998 году, спустя 11 лет с момента смерти Рана, его клуб в честь 50-летия провозглашения Израиля назвал 11 лучших футболистов своего клуба за всё время существования клуба, лучшим вратарём в истории команды стал именно Ави Ран.
Кубок Израиля среди молодёжных команд носит имя в честь Ави Рана.
14 сентября 2008 года в Хайфе состоялось торжественное открытие монументальной скульптуры в честь Ави Рана. Памятник был установлен на южном въезде в Хайфу на территории парка между каньоном «Хайфа» и зданием Электрической компании «Хеврат хашмаль». Деньги на создание скульптуры выделил израильский бизнесмен Уди Анджел. В церемонии открытия принимал участие мэр Хайфы Йона Яхав, депутаты Кнессета Моше Кахлон и Уди Анджел, а также члены семьи Ави Рана.
Болельщики «Маккаби» Хайфа отказываются называть свой новый стадион официальным именем «Сами Офер», вместо этого они называют его стадион «Ави Ран». Сами Офер — израильский миллиардер, пожертвовавший 20 млн долларов США на строительство стадиона. Всего на строительство стадиона ушло около 100 млн. долларов.